# تل رشتان (کازرون)
تل رشتان یک منطقهٔ مسکونی در ایران است که در دهستان دریس واقع شده‌است. تل رشتان ۴۴۰ نفر جمعیت دارد.